# Терентьев, Иван Михайлович
Ива́н Миха́йлович Тере́нтьев (1901—?) — бригадир колхоза «Красный пахарь» Курумканского аймака Бурят-Монгольской АССР, Герой Социалистического Труда.

## Биография
Родился в 1901 году в селе Телятниково-Уро (территория современного Баргузинского района Бурятии). В начале 1930-х годов переехал на постоянное местожительство в деревню Сахули Курумканского района. Одним из первых вступил в сельхозартель «Красный пахарь».
В 1941 году мобилизован в Красную Армию. По состоянию здоровья был демобилизован.
Вернувшись в свой колхоз Тереньев был назначен бригадиром полеводческой бригады. Стал применять на практике передовые методы агротехники и достижения полеводов.Одним из первых в Курумканском районе начал применять орошение с помощью наледей, для повышения плодородия земли в широких масштабах использовал внесение местных удобрений.
В 1947 году его колхоз «Красный пахарь» получил хороший урожай зерновых, значительная часть его была поставлена государству. 
29 марта 1948 года Указом Президиума Верховного Совета СССР за получение высоких урожаев пшеницы Ивану Михайловичу Терентьеву присвоено звание Героя Социалистического Труда.
В последние годы жизни жил в Улан-Удэ.

## Награды и звания
- Герой Социалистического Труда (1948)
- Орден Ленина (1948)
- Медаль «За доблестный труд в Великой Отечественной войне 1941-1945 гг.» (1945)

## Память
- На аллее Героев Социалистического Труда в селе Курумкан установлен бюст Ивана Терентьева[2].